# Гренада на летних юношеских Олимпийских играх 2014
Гренада на летних юношеских Олимпийских играх 2014, проходивших в китайском Нанкине с 16 по 28 августа, была представлена четырьмя спортсменами в двух видах спорта.

## Медалисты
| Бронза |              |                                              |            |
| №      | Спортсмен    | Вид спорта (дисциплина)                      | Дата       |
| 1      | Мелени Родни | Лёгкая атлетика (бег на 400 метров, девушки) | 23 августа |

## Состав и результаты

### Лёгкая атлетика
Гренаду представляли два спортсмена.
Легенда: Q — финал А (медальный), qB — финал B (без медалей), qC — финал С (без медалей), qD — финал D (без медалей), qE — финал E (без медалей).

#### Юноши
| Спортсмен    | Дисциплина    | Результаты | Результаты | Финал      | Финал |
| Спортсмен    | Дисциплина    | Расстояние | Место      | Расстояние | Место |
| ------------ | ------------- | ---------- | ---------- | ---------- | ----- |
| Джош Боатенг | Метание диска | 51,24      | 16 qB      | 50,07      | 15    |

#### Девушки
| Спортсмен    | Дисциплина | Предварительный раунд | Предварительный раунд | Финал     | Финал  |
| Спортсмен    | Дисциплина | Результат             | Место                 | Результат | Место  |
| ------------ | ---------- | --------------------- | --------------------- | --------- | ------ |
| Мелени Родни | 400 метров | 53,95                 | 2 Q                   | 53,33     | Бронза |

### Плавание
Гренаду представляли два пловца.

#### Юноши
| Спортсмен        | Дисциплина               | Предварительный заплыв | Предварительный заплыв | Полуфинал            | Полуфинал            | Финал                | Финал                |
| Спортсмен        | Дисциплина               | Время                  | Место                  | Время                | Место                | Время                | Место                |
| ---------------- | ------------------------ | ---------------------- | ---------------------- | -------------------- | -------------------- | -------------------- | -------------------- |
| Керри Олливьерре | 50 метров вольным стилем | 25,40                  | 35                     | Завершил выступление | Завершил выступление | Завершил выступление | Завершил выступление |
| Керри Олливьерре | 50 метров брассом        | 32,45                  | 36                     | Завершил выступление | Завершил выступление | Завершил выступление | Завершил выступление |

#### Девушки
| Спортсмен     | Дисциплина                       | Предварительный заплыв | Предварительный заплыв | Полуфинал             | Полуфинал             | Финал                 | Финал                 |
| Спортсмен     | Дисциплина                       | Время                  | Место                  | Время                 | Место                 | Время                 | Место                 |
| ------------- | -------------------------------- | ---------------------- | ---------------------- | --------------------- | --------------------- | --------------------- | --------------------- |
| Мия Бенджамин | 50 метров вольным стилем         | 29,71                  | 40                     | Завершила выступление | Завершила выступление | Завершила выступление | Завершила выступление |
| Мия Бенджамин | 200 метров комплексным плаванием | 2:41,36                | 27                     | Не участвовала        | Не участвовала        | Завершила выступление | Завершила выступление |